# Taxco de Alarcón

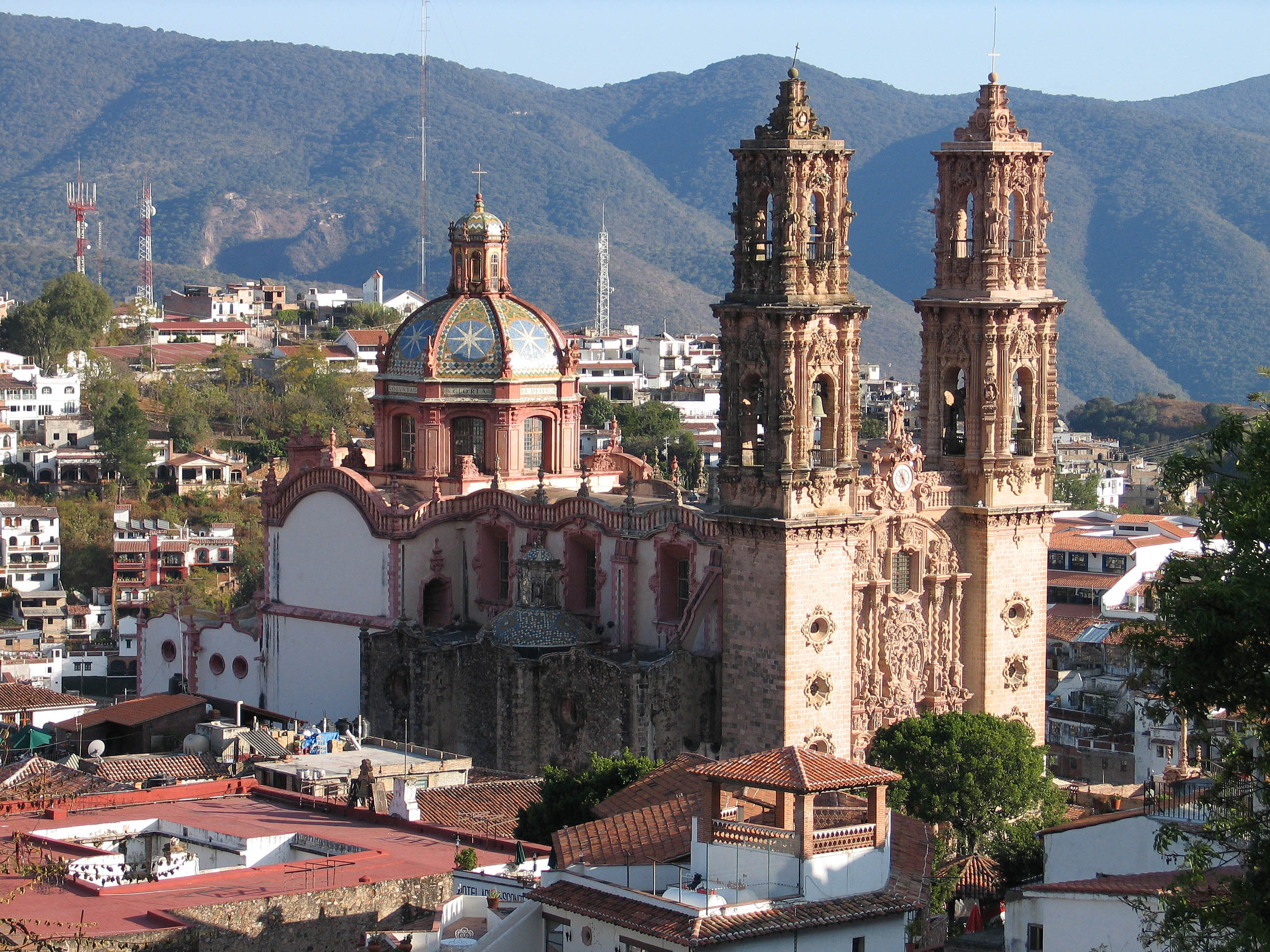
Catedral de Santa Prisca

La ciutat de Taxco, el nom oficial de la qual és Taxco de Alarcón, és una antiga ciutat minera localitzada a la porció de la Sierra Madre del Sur de l'estat de Guerrero, a 200 km al sud-oest de la ciutat de Mèxic, i a 1.800 m d'altitud. La ciutat és el centre administratiu de la municipalitat homònima, que s'estén sobre 347 km² del territori que l'envolta. Històricament, la ciutat era un productor important de plata, des de l'època colonial. Avui dia, l'activitat més important no és l'extracció sinó l'orfebreria tradicional de la plata, la qual atreu, així com l'arquitectura colonial dels seus edificis, a un nombre considerable de turistes cada any. Un dels edificis més característics és la catedral d'estil barroc, Santa Prisca.